# Marc Schlumberger
Pour les articles homonymes, voir Schlumberger.
Marc Schlumberger, né le 26 juillet 1900 à Saint-Georges-Buttavent et mort le 26 juin 1977 dans le 16e arrondissement de Paris, est un médecin et psychanalyste français. 

## Biographie
Il fait des études de médecine, dans la perspective de devenir psychanalyste. Sa première analyse didactique se fait avec René Laforgue puis il en fait une deuxième, avec Sacha Nacht. Il devient membre adhérent de la Société psychanalytique de Paris en 1933, puis membre titulaire en mars 1937. Il est secrétaire de la Revue française de psychanalyse de 1934 à 1936. Durant la Seconde Guerre mondiale, il exerce discrètement, formant avec Françoise Dolto, André Berge et Juliette Favez-Boutonier, un groupe connu comme le « quatuor de Sainte-Geneviève ». Il intervient aux cours de Georges Parcheminey, à l'hôpital Sainte-Anne. Lors de la scission de 1953, il soutient Sacha Nacht et reste à la Société psychanalytique de Paris. Il est président de la société en 1957-1958 et garde jusqu'à sa mort diverses fonctions institutionnelles, notamment l'appartenance à la commission de l'enseignement de la Société. 
L'auteur américain d'avant-garde William S. Burroughs est un patient de Marc Schlumberger pour neuf mois en 1959, alors que Burroughs a 45 ans.
Sans en être une figure de premier plan, Marc Schlumberger a eu de l'influence dans le mouvement psychanalytique français, comme analyste et comme enseignant. Il était extrêmement soucieux de l'avenir de psychanalyse si elle tombait dans le giron médical ou psychologique. Janine Chasseguet-Smirguel rapporte qu'il disait que la femme non-médecin était l'avenir de la psychanalyse. Il a lui-même eu en cure de nombreux analystes, notamment Wladimir Granoff, Pierre Marty, Georges Devereux, Joyce McDougall, Évelyne Kestemberg, Paul-Claude Racamier, Moustapha Safouan, Conrad Stein.

### Publications
- (Article) Sur la guérison d'un cas d'impuissance, Revue française de psychanalyse, IX, 4, p. 589-605, 1936.
- (Rapport) Introduction à l'étude du transfert en clinique psychanalytique, XIVe congrès des psychanalystes de langue française, Paris 1951, Revue française de psychanalyse, XVI, 1-2, p. 123-169, 1952.
- Expression du transfert dans les rêves, Revue française de psychanalyse, XXIII, 3, p. 381-392.